# Blupaint
Blupaint was een Nederlandse muziekband bestaande uit Sebastiaan van Ravenhorst, Floris Bosma, Dennis Out en Dan Huijser. De band was actief in het voorjaar van 2014 tot het najaar van 2017 en was gespecialiseerd in rock en poprock.

## Geschiedenis
De band trad vaak op bij kleinschalige lokale evenementen maar kreeg met de jaren een steeds groter publiek. Door deze optredens bereikte de band in 2015 de finale van de Amsterdamse Popprijs, die de band niet won.
In januari 2016 werd de band de muziekprijs de Grote Prijs van Nederland toegekend als beste band. Dankzij deze prijs kreeg de band meer bekendheid en traden ze op bij het televisieprogramma De Wereld Draait Door en werden ze in dezelfde maand uitgeroepen tot 3FM Serious Talent. De band deed in 2016 de Popronde Tour en trad datzelfde jaar op bij grotere podiums zoals Paradiso, de Melkweg en de Sugarfactory. De band sloot 2016 af met hun eerste ep genaamd Virtue waar drie nieuwe singles en twee eerder uitgebrachte singles opstonden.
De band was voor het laatst actief in het najaar van 2017.

## Discografie

### EP
- Virtue (2016)

### Singles
- Wounds (2015)
- Save Me (2015)
- High (2016)
- Don't Love Me (2016)
- Head over Heals (2016)
- Rebirth (2016)
- Dry Your Eyes (2016)
- Gone (2017)

## Prijzen
| Jaar | Prijs                     | Categorie          | Opmerking |
| ---- | ------------------------- | ------------------ | --------- |
| 2016 | Grote Prijs van Nederland | Beste band         | Gewonnen  |
| 2016 | 3FM Serious Talent        | Aanstormend talent | Gewonnen  |